# Николишин, Иван Андреевич
Иван Андреевич Николишин (род. 12 апреля 1996, Хартфорд) — российский хоккеист, нападающий.

## Биография
Сын хоккеиста и тренера Андрея Николишина, старший брат Александр также хоккеист. Сестра занималась теннисом.
Воспитанник ЦСКА, в 2008—2010 годах, во время выступления отца за челябинский «Трактор», был в этом клубе. В сезоне 2012/13 играл за клуб МХЛ «Красная армия». Три сезона провёл в клубах WHL «Эверетт Силвертипз» (2013/14 — 2014/15) и «Ред-Дир Ребелз» (2015/16). С сезона 2016/17 выступал за команду ВХЛ "«Звезда» Чехов — Москва. В конце 2018 года был обменян в «Северсталь». По ходу следующего сезона перешёл в команду ВХЛ «Молот-Прикамье», а проведя два матча, — в «Нефтяник» Альметьевск. Сезон 2020/21 отыграл в КХЛ за «Куньлунь Ред Стар». Пока китайский клуб играл российским составом, Николишин играл в ведущих звеньях, после появления легионеров перешёл на второстепенные роли. Сезон 2021/22 начал в «Нефтянике» Альметьевск. 30 сентября подписал контракт с «Амуром», хотя летом не прошёл просмотр в команде. Был выбран для участия в Матче звёзд. Сезон завершал в финском клубе «Ильвес», в мае 2022 года заключил двусторонний однолетний контракт с «Амуром». В августе 2023 года был обменян в омский «Авангард».
Участник юниорского чемпионата мира 2014 года.
Обладатель Кубка Харламова (2013), бронзовый призёр чемпионата Финляндии (2022).